# Chiba Jets Funabashi
El Chiba Jets Funabashi es un equipo de baloncesto japonés con sede en la ciudad de Funabashi, que compite en la B.League, la máxima competición de su país. Disputa sus partidos tanto en el Funabashi Arena, con capacidad para 11.000 espectadores.

## Historia
En marzo de 2010 se presentó una solicitud para la anexión de una nueva franquicia a la Bj league por parte de un nuevo club de baloncesto fundado en Funabashi. Después de que se aprobó la solicitud de membresía, en el mes de noviembre el nuevo equipo tomó el nombre de Chiba Jets.
En octubre de 2011, el equipo jugó su partido debut en la liga Bj 2011-12, jugando contra Hamamatsu Higashi Mikawa Phoenix, obteniendo también su primera victoria oficial. Tras jugar en la liga Bj hasta el final de la temporada 2012-13, antes del inicio de la temporada siguiente el equipo se trasladó a la National Basketball League, otra liga profesional nacida en 2013, donde disputaría las tres ediciones de liga disputadas, hasta el final de la temporada 2015-2016.
En el verano de 2016, los Chiba Jets fueron uno de los equipos que se unieron a la recién formada B.League, la nueva liga profesional más importante de Japón, siendo ubicados en la Liga B1, el primero de los tres niveles del nuevo campeonato.
En 2017, el equipo ganó su primera competición internacional, llevándose el título en el torneo de pretemporada Super 8, venciendo al equipo chino Zhejiang Lions 83-73 en la final.
En julio de 2017, al final de la primera temporada disputada en la B.League, el equipo cambió su nombre a Chiba Jets Funabashi, insertando el nombre de la ciudad que alberga al equipo. Tras perder la final del título de la Liga B1 durante dos temporadas consecutivas (2017-18 y 2018-19), perdiendo ambas veces a partido único contra Alvark Tokyo, los Jets llegaron nuevamente a la Final en la temporada 2021-2022, donde se enfrentaron al Utsunomiya Brex, en una serie al mejor de tres. Al final de la serie, Chiba finalmente consiguió su primer título como campeón de Japón, con una victoria de 71-62 en el decisivo tercer partido de la final.
Gracias a la obtención del título nacional, Chiba Jets fue uno de los dos representantes de la B.League en la primera edición de la East Asia Super League, celebrada en la temporada 2022-2023. Los Jets, tras quedar en el primer lugar de su grupo, lograron el acceso a la Final Four donde primero vencieron en la semifinal a los New Taipei Kings por 92-84, y luego también se impusieron en la final, con un resultado de 72-69, al equipo surcoreano Seoul SK Knights, gracias también a los 20 puntos de Yūki Togashi quien fue nombrado MVP de la Final-Four.

## Trayectoria
| Temporada | Nivel | Liga | Temporada regular | Posición tras playoffs                  | Copa del Emperador | East Asia Super League |
| --------- | ----- | ---- | ----------------- | --------------------------------------- | ------------------ | ---------------------- |
| 2016–17   | 1     | B1   | 3.º               | Cuartos de final                        | Campeón            | -                      |
| 2017–18   | 1     | B1   | 1.º               | Finalista                               | Campeón            | Ganador Super 8        |
| 2018–19   | 1     | B1   | 1.º               | Finalista                               | Campeón            | -                      |
| 2019–20   | 1     | B1   | 3.º               | Cancelada debido a la pandemia COVID-19 | Cotavos de final   | -                      |
| 2020–21   | 1     | B1   | 2.º               | Campeón                                 | Cuartos de final   | -                      |
| 2021–22   | 1     | B1   | 1.º               | Cuartos de final                        | Finalista          | -                      |
| 2022–23   | 1     | B1   | 1.º               | Finalista                               | Campeón            | -                      |
| 2023–24   | 1     | B1   | 3.º               | Semifinal                               | Campeón            | Campeón                |

## Palmarés

### Nacional
- B.League
  - Campeón (1): 2020–21
  - Finalista (3): 2017–18, 2018–19, 2022–23
  - Campeón de Conferencia (4): 2017–18, 2018–19, 2021–22 ,2022–23
- Copa del Emperador
  - Campeón (5): 2017, 2018, 2019, 2023, 2024
  - Runner-up (1): 2022

### Continental
- East Asia Super League
  - Campeón (1): 2023–24
  - Ganador del Super 8 (1): 2017